# Phineas and Ferb: Summer belongs to you!
"Phineas and Ferb: Summer belongs to you!" (conocido como "Phineas y Ferb: ¡El verano tuyo es!" en Hispanoamérica o "Phineas y Ferb: ¡El verano te pertenece! en España"), es parte de la segunda temporada. Se transmitió en Disney XD el 2 de agosto de 2010 y en Disney Channel el 6 de agosto de 2010 en Estados Unidos. Es el primer especial de una hora, superando a Las vacaciones de Navidad de Phineas y Ferb que tiene 45 minutos de duración, más 15 minutos de comerciales. Este episodio fue visto por primera vez en el Comic-Con el 25 de julio 15:00-16:00 en San Diego, California.

## Trama
Phineas y Ferb crean un robot gigante que salta la cuerda, y como siempre cuando Linda llega a casa, este desaparece. Por otra parte, Doofenshmritz va a Tokio con su hija, Vanessa, mientras que el robot queda atrapado en el avión donde ellos viajan. Después, Linda y Lawrence marchan a unas vacaciones de dos días, dejando a Candace "a cargo" de los chicos. Más tarde Candace llama a Stacy debido a una pesadilla que tuvo, pues estaba preocupada de que Jeremy estuviera "soltero" en París. Stacy le sugiere que si quiere que la llame su novia, tal vez ella debería llamarlo con la palabra "n" (novio).
Es el solsticio de verano, por lo que Phineas, Ferb, y sus amigos deciden viajar por todo el mundo con la misma velocidad que la rotación de la Tierra, a fin de crear un día completo de 40 horas, en un esfuerzo para crear "El más grande, largo y divertido día de verano de todos los tiempos". Sin embargo, Buford no cree que lo logren y hace una apuesta la cual indica que si logran regresar antes de que se meta el sol les devolverá a todos las bicicletas que les ha robado en los últimos años, si no lo logran, no harán nada para el resto del verano y tendrán que admitir que la física los domina. A fin de garantizar esta apuesta, Buford se une a ellos al igual que Candace, porque quiere ir a París a ver a Jeremy. Tras el despegue, las exploradoras tienen casi 43 horas para hacer una fiesta de bienvenida.
En Tokio, la pandilla se reúne con los primos de Stacy y cantan "JPOP (Welcome to Tokio)". Una vez allí, se revela que Doofenshmirtz solo fue de "vacaciones" con Vanessa por su plan malvado: lograr que El Mayor monograma confiese que él tiro un globo de agua gigante atada a la Torre de Tokio, en la Convención Internacional de chicos buenos en la que Monograma iba a hablar. Vanessa se siente herida y decide ir al aeropuerto, pero el globlo gigante la empuja y cae de la torre, pero aterriza en el avión de Phineas y Ferb y decide unirse a ellos. Doof, Perry y Monograma se unen para rescatarla.
La banda vuela a los Himalayas, hogar de la rara bestia Klimpaloon, (La balada de Klimpaloon que se encuentra en el soundtrack solamente) un traje de baño mágico antiguo. Sin embargo, un error de cálculo de peso causa a las alas a caer, así que usan una bola gigante de bandas de goma para rebotar por todo el mundo.
En París Candace ve a Jeremy con un montón de chicos y chicas y se va. Isabella se siente mal por como Phineas es totalmente ajeno a sus sentimientos hacia él, incluso en París. Ferb habla con Vanessa en la parte superior de la Torre Eiffel, diciéndole que trate de conocer a su padre para mejorar su relación. Ferb se aleja por un momento y luego el Dr. Doofenshmirtz, Perry y Monograma vienen a "rescatarla". Vanessa luego se va con su padre, dejando a Ferb con el corazón roto y una flor en la mano que estaba destinada para ella. Mientras tanto, Buford es capaz de encantar a los parisinos sin amenazas por hablar francés con fluidez. Después, el avión se convierte en un barco y se van, pero no antes de que Jeremy y Candace se encuentren y se refieran el uno al otro como las palabras "N". Mientras tanto, Perry y Monograma arrestan al el Dr. Doofenshmirtz, pero Vanessa interviene haciendo pasar una secadora de pelo como un arma de rayos láser. Durante su huida el Dr. Doofenshmirtz comienza a llorar de lo orgulloso que se siente de Vanessa por mostrar que ella es "un poco malvada".
A continuación, el grupo se estrella en una isla desierta que posee sólo dos palmeras y un buey, además, el barco se desintegra dejando sólo los asientos. Isabella al ver que Phineas se está volviendo "loco" comienza a llorar y le dice a Ferb que se va a dar por vencida, pues, Phineas no la noto en París y además desearía que él (Phineas) se sentara con ella a ver un lindo atardecer. Después de varios intentos por encontrar una manera de salir de la isla, Phineas se da por vencido y se sienta a ver el atardecer con Isabella, como ella quería, pero Isabella lo anima diciéndole que el ya viajó en el tiempo 2 veces, construyó una montaña rusa, etc. así que él puede hacer que salgan de la isla. Cuando Isabella menciona el mapa de Ferb, a Phineas le viene una idea y abraza a Isabella diciéndole que es la mejor. Con un avión de papel, las palmeras, el buey, y la última banda de goma, cruzan 2.000 millas y llegan a un lugar a cinco cuadras de casa, pero tienen que cruzar un foso gigante (que fue hecho debido a algunos trabajos de construcción en el vecindario), con 58 segundos restantes. Al darse cuenta de que están frente a la casa Buford, él cambia de opinión y quiere que Phineas y Ferb tengan éxito, les da a todos de vuelta sus bicicletas (y a Candace un triciclo que robó) y el grupo es capaz de saltar el foso con una rampa y llegan a casa a un segundo de perder.
Los padres llegan a casa, pero por una vez Candace no dice nada excepto que se divirtió. El grupo hace una fiesta y Phineas e Isabella comienzan a cantar "Tuyo el verano es", más tarde se les une Candace y Ferb y todos comienzan a bailar, casi al final entre la multitud se ve a los cuatro protagonistas de la serie (Phineas, Ferb, Isabella y Candace) cantando. Entonces, de repente Jeremy llega y besa a Candace. Entonces, Phineas pregunta "¿Dónde está Perry?" y se revela que Perry se encuentra todavía en París, ordenando en un restaurante francés.